# Dipterocarpus littoralis
Dipterocarpus littoralis là một loài thực vật có hoa trong họ Dầu. Loài này được Blume mô tả khoa học đầu tiên năm 1825.